# Vilhelm IV av Akvitanien
Vilhelm IV av Akvitanien, född 937, död 995, var regerande hertig av Akvitanien från 963 till 995. 